# 上迪维河谷国家公园
上迪维河谷国家公园（挪威語：Øvre Dividal nasjonalpark）是位於挪威北部的一個國家公園。上迪维河谷国家公园開園於1971年，面積750平方（290平方英里）。